# The Carpenters
I Carpenters (ingl. The Carpenters) sono stati un duo musicale-canoro statunitense attivo tra gli anni sessanta e gli ottanta e composto dai fratelli Richard (n. 1946) e Karen Carpenter (1950-1983).

## Storia
Attivi dal 1969 al 1983, anno della morte di Karen a causa delle complicazioni che fecero seguito a un'anoressia nervosa, i Carpenters ebbero il loro momento di maggior successo negli anni settanta in cui, avvicendando generi che andavano per la maggiore come il country e il pop, si ritagliarono una loro fetta di pubblico che ne fece uno dei gruppi dal più rilevante successo commerciale del decennio.
Le loro canzoni figurarono spesso in testa alle classifiche di vendita, sia in assoluto, che in quelle di genere pop o easy listening; tra i maggiori autori che scrissero per loro figurano Paul Williams e soprattutto il duo Burt Bacharach/Hal David.
Fra i loro brani più celebri si ricordano (They Long to Be) Close to You, rimasto quattro settimane in vetta alla Billboard Hot 100 e vincitore di un Grammy Award, Top of the World che nel 1973 arrivò primo nella Billboard Hot 100 per due settimane, Please Mr. Postman, registrato nel 1974, che raggiunse anch'esso il primo posto della Hot 100 e il terzo posto nella Official Singles Chart ed infine Yesterday Once More, scritto da Richard Carpenter e John Bettis, che si piazzò alla seconda posizione della Billboard Hot 100.  Di quest'ultima Dori Ghezzi eseguì una cover nel 1974 dal titolo Io sto bene con te, inserita nel suo omonimo album Dori Ghezzi.
I Carpenters hanno venduto più di 100 milioni di album in tutto il mondo, con particolare successo negli Stati Uniti, in Inghilterra, in Australia e in Giappone. Dal 1971 al 1983 hanno pubblicato dieci album in studio, di cui nove certificati come dischi d'oro o di platino in vari Paesi.

## Covers
Alcuni artisti hanno realizzato album interamente dedicati ai Carpenters:
- Anne Mattila - 2008 - On Siitä Aikaa, Kun Radiota Kuunneltiin... (con testi tradotti in finlandese)
- Nicki Parrott - 2016 - Yesterday Once More - The Carpenters Song Book

Nel 1975 Mina realizzò una versione in italiano di A Song for You, dal titolo Quasi come musica, inclusa nell'album La Mina.

## Discografia

### Album in studio
- Ticket to Ride (1969)
- Close to You (1970)
- Carpenters (1971)
- A Song for You (1972)
- Now & Then (1973)
- Horizon (1975)
- A Kind of Hush (1976)
- Passage (1977)
- Christmas Portrait (1978)
- Made in America (1981)
- Voice of the Heart (1983)
- An Old-Fashioned Christmas (1985)
- Lovelines (1989)
- As Time Goes By (2004)

### Album dal vivo
- Live in Japan (1975)
- Live at the Palladium (1977)

### Raccolte
- The Singles: 1969-1973 (1973)
- Yesterday Once More (1985)
- From the Top (1991)
- Interpretations (1995)
- Love Songs (1997)
- Reflections (1998)
- The Singles: 1969-1981 (2000)
- The Essential Collection: 1965–1997 (2002)
- Carpenters Perform Carpenter (2003)
- Gold: 35th Anniversary Edition (2004)
- The Ultimate Collection (2006)
- 40/40 (2009)

### Singoli
- (They Long to Be) Close to You (1970)
- Top of the World (1972) - prima nella Billboard Hot 100 ed in Canada, terza in Irlanda e quinta nella Official Singles Chart
- Please Mr. Postman (1974)
- A Kind of Hush (1976)

### Videografia
- Yesterday Once More (1985)
- Interpretations (1995)
- Close to You: Remembering The Carpenters (1998)
- Gold: Greatest Hits (2002)
- Carpenters: Christmas Memories (2016)

## Formazione

### Storica
- Karen Carpenter - voce, batteria (1968-1983)
- Richard Carpenter - tastiera elettronica (1968-1993)

### Turnisti
- Joe Osborn - basso
- Red Rhoades - chitarra
- Danny Woodhams - basso
- Bob Messenger - tastiere
- Bob Bain - chitarra
- Pete Jolly - tastiera